# Серветт
«Серве́тт» (фр. Servette FC) — швейцарський професійний футбольний клуб із Женеви. Заснований 17 січня 1900 року. Виступає у Суперлізі.

## Історія

### Зародження клубу
Регбійний клуб «Серветт» був заснований 20 березня 1890 року. Кольорами клубу було обрано червоний та зелений, а тренування проходили щочетверга вранці. Ігри та тренування члени клубу в кількості дванадцяти осіб змушені були проводити там, де доведеться, у різних садах та парках біля Женеви, за що їх постійно штрафувала місцева адміністрація. Нарешті 22 травня 1890 року бургомістр дозволив «Серветту» використовувати стадіон у Пленпалі. У липні були готові правила клубу, який налічував 17 членів. Щорічний внесок становив 10 раппенів.
Регбійному клубу «Серветта» дедалі важче було знаходити гідних суперників у Швейцарії, бо більшість місцевих клубів перейшли під егіду і правила заснованої в 1895 році Швейцарської футбольної асоціації (SFV). У 1899 році Франсуа Дежерін створює футбольну секцію «Серветта», так звану «Команду Неділі», а клуб стає першим мультиспортивним об'єднанням Женеви. У тому ж році «Серветт» вступає до SFV, а в 1902 році переїжджає на стадіон «Парк-де-Спорт». Будівництво арени коштувало клубу близько двох тисяч франків. У тому ж році клуб проводить серію ігор у межах міста. Тоді ж клуб уперше їде за кордон, щоб зіграти в Парижі з місцевим «Расінгом». Зустріч завершилась нічиєю 2:2.
Перший титул чемпіона Швейцарії «Серветт» здобув у 1907 році, обігравши у фінальному турнірі «Базель» (5:1) і «Янг Фелловз» (1:0). 

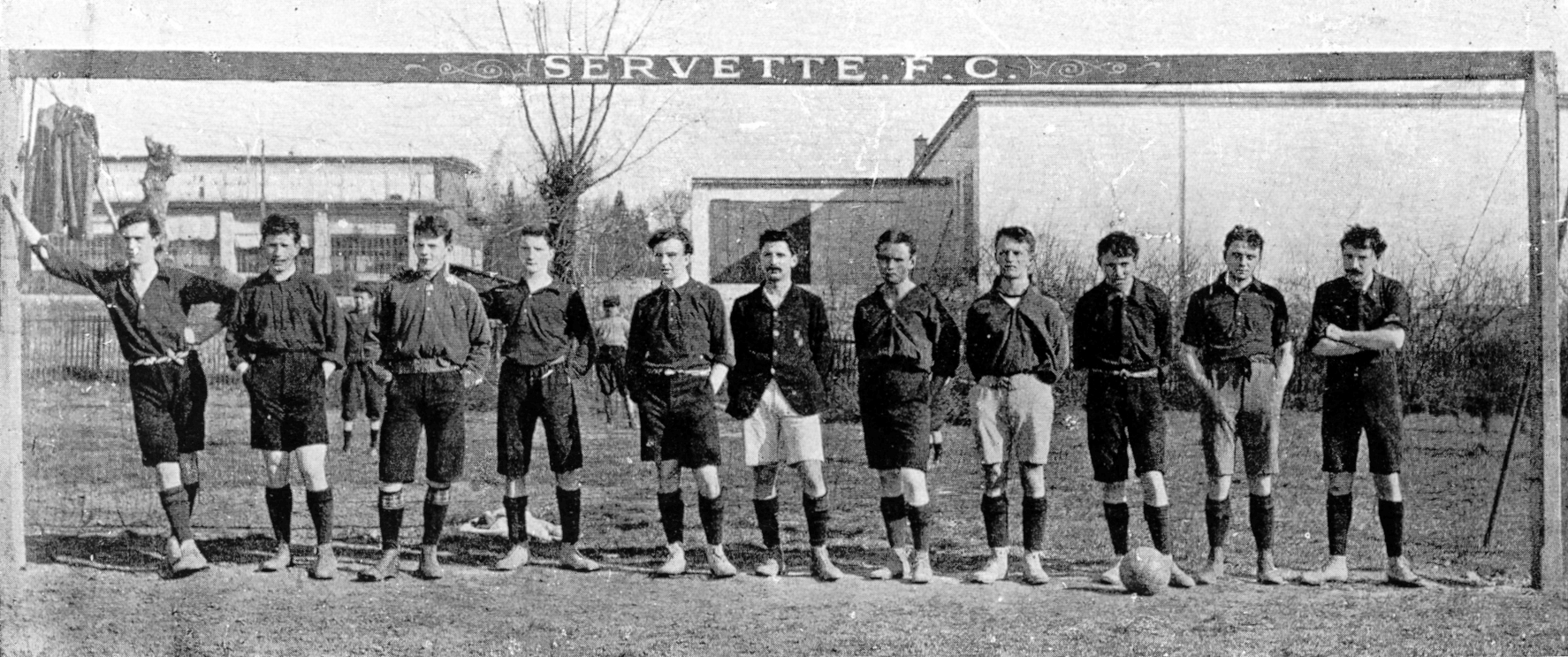
Перший чемпіонський склад «Серветта» 1906-1907

### Золота ера
Дуже успішним для команди був період кінця 1910-х — 1920-х років. У той час чемпіонат Швейцарії проводився за таким регламентом: команди були поділені на три групи за географічним принципом — Захід, Центр і Схід, а у фінальному турнірі грали лише переможці цих груп. «Серветт» був лідером Західного дивізіону (також його називали франкомовним) і дев'ять розіграшів поспіль у 1918—1926 роках вигравав його.

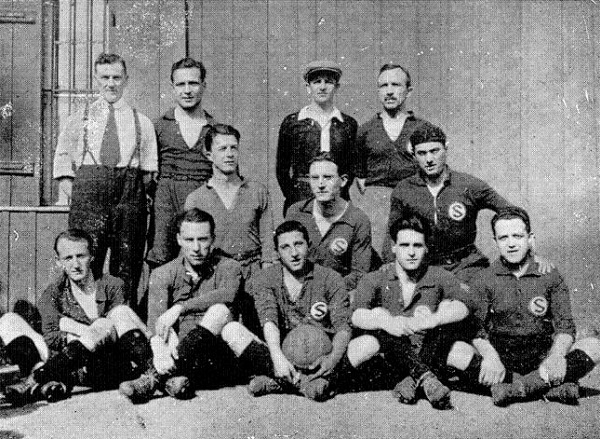
Чемпіонська команда «Серветта» 1922 року. Зліва направо. Верхній ряд: тренер Дакворт, Був'є, Деззібур, Фельман; середній ряд: Ріхард, Піхлер, Пер'є; нижній ряд: Жаннен, Паш, Менготті, Берр'єре, Бедуре.

У фінальному турнірі чемпіонату Швейцарії команда виступала з перемінним успіхом. У 1918 році «Серветт» виграв свій другій в історії титул чемпіона Швейцарії, впевнено обігравши «Янг Бойз» (4:2) і «Санкт-Галлен» (4:0). У 1919 році команда із Женеви посіла друге місце, зігравши 0:0 з «Вінтертуром» і програвши «Ла Шо-де-Фон» з рахунком 2:3. У 1920 році «Серветт» переміг «Грассгоппер» (2:1), програв «Янг Бойзу» (0:4) і знову став срібним призером. У 1921 році у фінальному турнірі грали ті самі три команди, що й роком раніше. «Серветт» поступився обом: 0:5 «Грассгопперу» і 1:3 «Янг Бойзу». Того ж 1921 року «гранатові» отримали першого тренера, котрим став англієць Тедді Дакворт, що незмінно працюватиме з командою до 1929 року. У 1922 році клуб нарешті зумів виграти чемпіонський титул, обігравши у фінальному турнірі «Блю Старз» (1:0) і «Люцерн» (2:0). 1923 року «Серветт» посів третє місце у фінальному турнірі, але той розіграш пізніше був оголошений нерозіграним, бо його переможець «Берн» використовував незаявленого гравця ще на груповому турнірі. У 1924 році клуб із Женеви з однаковим рахунком 0:1 поступився «Нордштерну» і «Цюриху».
Влітку 1924 року збірна Швейцарії з футболу сенсаційно для багатьох здобула срібні медалі на Олімпійських іграх в Парижі. Тренером збірної був наставник «Серветта» Дакворт, який робив ставку на гравців свого клубу. У заявці команди на Олімпіаді були: Шарль Був'є, Адольф Реймонд, Луї Ріхард, Адольфо Менготті, Вальтер Дітріх, Робер Паш і Фелікс Бедуре.
Два наступні фінальні турніри чемпіонату Швейцарії «Серветт» виграв. У 1925 році команда зіграла в першому матчі 0:0 з «Янг Фелловз», а у вирішальній грі перемогла з рахунком 1:0 «Берн» завдяки голу Раймона Пасселло. У 1926 році «Серветт» переміг з рахунком 5:2 «Янг Бойз», а в другому матчі зіграв унічию 2:2 з «Грассгоппером». Обидві команди набрали однакову кількість очок, тому був призначений додатковий матч, попри перевагу команди з Женеви за різницею м'ячів. У переграванні «Грассгоппер» мав перевагу в два голи після першого тайму, але в кінці поєдинку «Серветт» зумів здобути вольову перемогу з рахунком 3:2 завдяки голу Пасселло (75 хв.) і двом голам Баї (80 і 84 хв.).
У 1927 році «Серветт» вперше з 1918 року не зумів виграти Західну лігу, поступившись одним очком «Білю». У наступному році клуб знову був другим у своїй лізі, суттєво поступившись «Етуалю». Але в тому ж 1928 році «Серветту» вдалось вперше виграти Кубок Швейцарії. У фіналі команда перемогла «Грассгоппер» з рахунком 5:1.

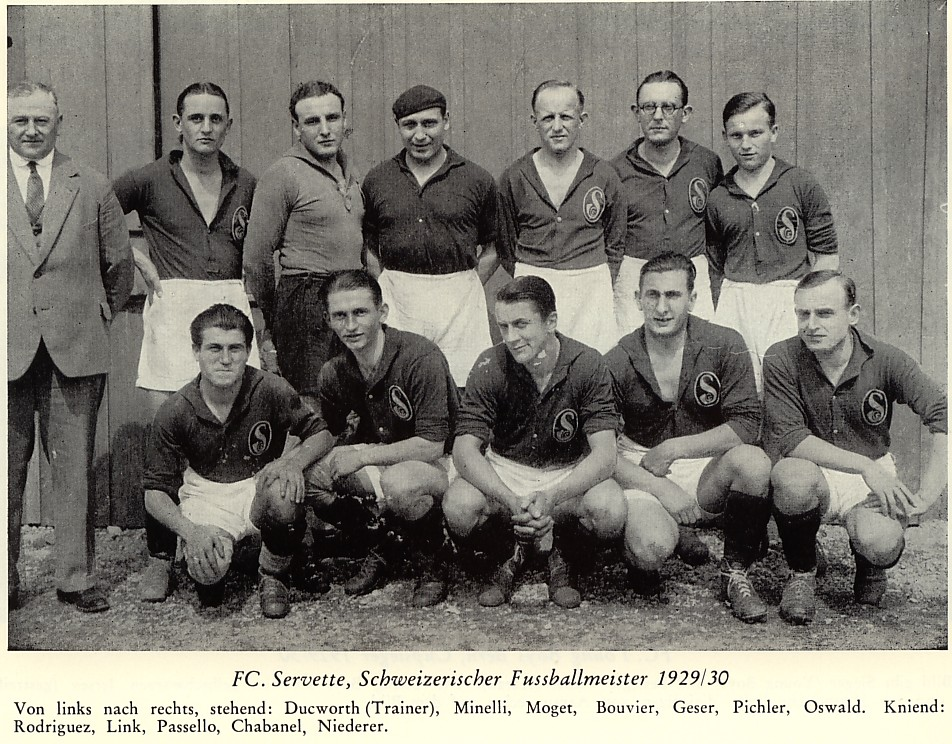
«Серветт» у 1930 році.

У 1929 році «Серветт» став лише четвертим у Західній лізі, а в 1930 році — другим. Але на той момент фінальний турнір чемпіонату Швейцарії було розширено до шести учасників, по двоє найкращих з кожної групи. Клуб із Женеви виграв усі свої матчі фінального турніру і став чемпіоном Швейцарії після трирічної перерви.
Влітку 1930 року на честь відкриття стадіону «Стад-де-Шарміль» «Серветт» став організатором Кубка Націй, престижного футбольного міжнародного змагання. Запрошення отримали 12 провідних футбольних федерацій Європи того часу. Відмовились Англія і Португалія, а інші десять країн делегували своїх представників, причому діючих чемпіонів або володарів національних кубків. Винятком стала лише Іспанія, яку представляв «Реал Уніон», що став шостим у чемпіонаті, але цей клуб був підсилений кількома гравцями з інших іспанських команд. Перед турніром у «Серветт» повернувся тренер Тедді Дакворт. У першому раунді клуб розгромно програв австрійській «Вієнні» з рахунком 0:7. Але формат змагань був таким, що команди, які поступились у першій грі, потрапляли в додатковий раунд. Господарі обіграли бельгійський «Серкль» (Брюгге) з рахунком 2:1 і вийшли у чвертьфінал, де переграли сильну італійську «Болонью» — 4:1. У півфіналі «Серветт» поступився з рахунком 0:3 угорському «Уйпешту», майбутньому чемпіону. У матчі за 3-тє місце швейцарці вдруге програли з великим рахунком «Вієнні» — 1:5.

### Прихід Раппана. Фінансові проблеми
У 1931 році швейцарська Серія А перетворюється на Національну лігу А, футбол стає професійним і з'являється можливість підписувати контракти із закордонними та місцевими гравцями. У першій половині 30-х формат чемпіонату постійно змінюється і стабілізується, починаючи з сезону 1933/34, коли була утворена єдина ліга без поділу на групи. 

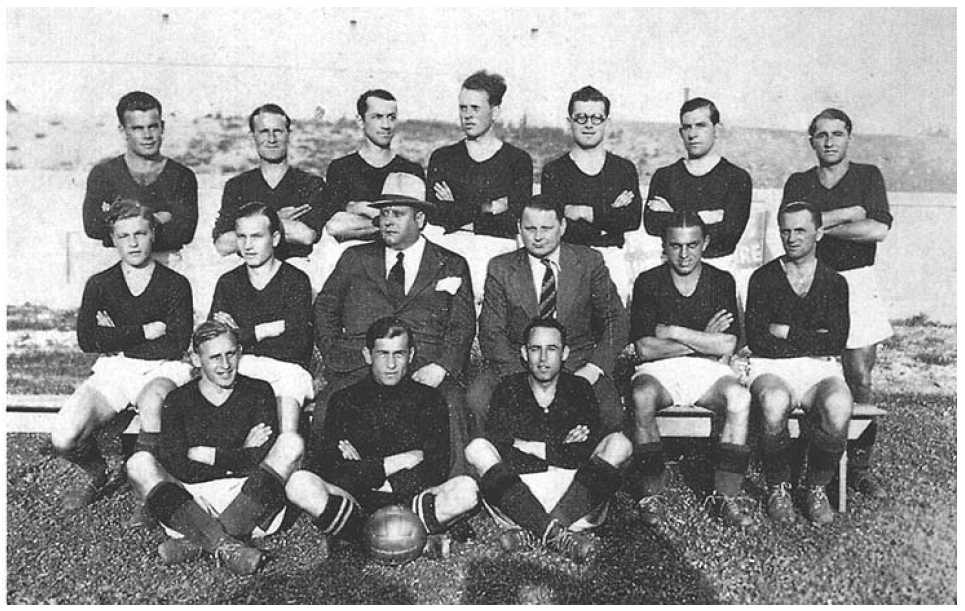
Чемпіонська команда «Серветта» 1933 року. Зліва направо. Верхній ряд: Кезер, Луашо, Пасселло, Л'От, Кільгольц, Рюгг, Лерчер; середній ряд: Гіншар, Освальд, Геррен (президент), Келлермюллер (менеджер), Амадо, Такс; нижній ряд: Марат, Сешеай, Раппан (граючий тренер).

У «Серветті» відбувається зміна поколінь, бо більшість героїв 20-х років залишили команду. Лише на два роки затримався в клубі знаменитий захисник Северіно Мінеллі, один з лідерів чемпіонського складу 1930 року. У 1931 році в команду прийшов 26-річний австрійський нападник Карл Раппан, якому незабаром президент клубу Едуард Фуллік запропонував стати граючим тренером команди. Сам Раппан перемістився в центр захисту, звідки координував дії колективу, ставши одним з прообразів ліберо. Революційні ідеї австрійського тренера дали результат, і «Серветт» зумів виграти два чемпіонські титули поспіль в 1933 і 1934 роках. В обох чемпіонатах клуб із Женеви пропускав найменше, а забивав найбільше. Успіхом можна вважати також вихід у фінал Кубка 1934 року і друге місце в чемпіонаті 1935 року. Але в тому ж 1935 році Раппан пішов працювати тренером у цюрихський «Грассгоппер», де став винахідником схеми «Riegel» (нім. «засув») або «verrou» (фр. «ланцюг»), яка була однією з перших революційних захисних тактик у футболі. Завдяки успішній роботі в «Серветті», «Грассгоппері» і збірній Швейцарії, Раппан вважається одним з найбільш значимих футбольних тренерів свого часу.
Але поруч з успіхами на футбольному полі в клубі виникали й проблеми. У 1934 році сталася перша з багатьох фінансових криз у «Серветті». Із запровадженням професійного футболу у Швейцарії було скасовано членські збори, у клубі виникли серйозні труднощі із виплатою зарплат співробітникам, з утриманням стадіону та тренувальної бази. І лише дії Густава Бетампа (президента в 1935—1936 роках) та Фреда Грайнера (1936—1946) врятували клуб від розорення. Водночас команді довелося попрощатися з кількома важливими гравцями. Найвідоміший з них — бомбардир Леопольд Кільгольц, який у 1934 році забив 40 голів за сезон у чемпіонаті, що досі залишається рекордом швейцарської Суперліги.

### Війна та повоєнні роки
На чемпіонаті світу 1938 року у Франції збірна Швейцарії несподівано вибила в переграванні в першому раунді збірну гітлерівської Німеччини з рахунком 4:2, причому два останні голи, на 75-й та 78-й хвилинах, записані на рахунок Андре Абегглена, граючого тренера «Серветта». Також у збірній виступали женевці Жорж Ебі, Ернст Лерчер, Альбер Гіншар та Ежен Валашек.

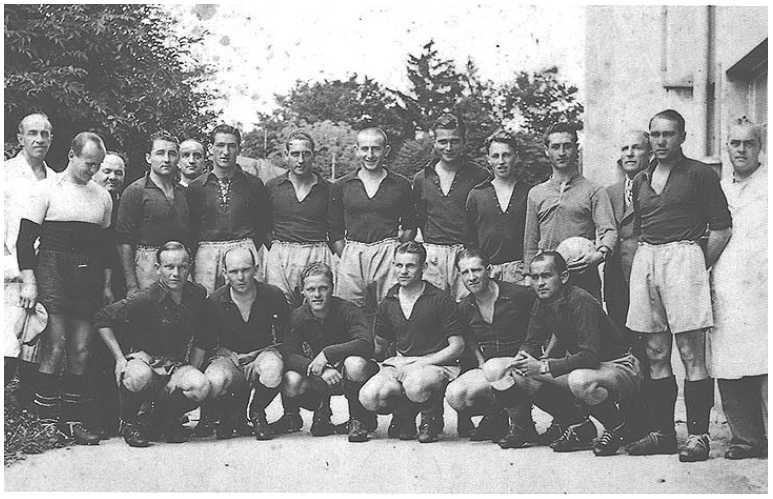
Склад «Серветта» у 1940 році.

У 1940 році команда, ведена Андре Абеггленом, братом не менш знаменитого Макса Абегглена (на честь якого був названий футбольний клуб «Ксамакс») на 50-річний ювілей спортивного товариства «Серветт» виграла свій дев'ятий титул чемпіона країни, незважаючи на загальну мобілізацію у Швейцарії. Команда набрала загалом 41 очко з можливих 44 (19 перемог та 3 нічиї) і жодного разу не програла за весь чемпіонат. Після чотирьох сезонів із «Серветтом» Андре Абегглен перейшов до «Ла Шо-де-Фон», і «Серветт» лише в 1944 році наблизився до свого чергового чемпіонського титулу, посівши друге місце у чемпіонаті.
За наступного тренера, Фернана Жаккара, команда здобула десяте чемпіонство в 1946 році. У той же час з'явилося одне з прізвиськ команди, «Вихор» (фр. Tourbillon). Так прозвали майстерну лінію нападу того часу, яка сповідувала яскравий атакувальний футбол із безліччю комбінацій. Жак Дюкре, який написав книгу про «Серветт», виділяє в команді того періоду «вибуховість Таміна, самовідданість Факкінетті, надійність Беллі та дриблінг Люсьєна Пастера».

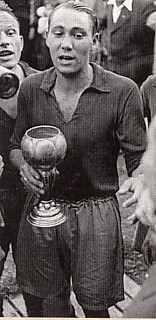
Жан-Мішель Ебі з кубком чемпіона Швейцарії.

Під час президентства Андре Россета стадіон клубу було збільшено до 30 тисяч глядачів, а також було придбано ділянку в Балез'єр площею 36 000 квадратних метрів, де було збудовано тренувальну базу, яку використовує клуб донині. А з 2005 року там знаходиться і адміністрація клубу.
1948 рік був ознаменований поверненням в «Серветт» Карла Раппана. У перший же свій сезон Раппан із командою виграли Кубок Швейцарії, а через рік — і чемпіонат Швейцарії на своє 60-річчя. Раппан очолював «Серветт» до 1957 року з помічниками Альбертом Шателейном та Тео Брінеком. Однак, при ньому клуб займав у чемпіонаті лише місця з 3-го до 6-го.
У 1955 році в Парижі заснували Кубок європейських чемпіонів і «Серветт», хоч і не був чемпіоном, став першою швейцарською командою, яка взяла участь у новоствореному турнірі. У першому раунді «Серветту» випало зіграти з мадридським «Реалом» з Ді Стефано, проти яких швейцарці не мали жодних шансів, програвши 0:2 вдома та 0:5 в Іспанії.
1956 року шестеро молодих угорців втекли до Швейцарії після виступу у складі юніорської збірної Угорщини. Тренер Карл Раппан запросив їх до «Серветта», створивши у клубі на роки угорську присутність. У 1957 році Раппан йде з «Серветта».
Наступні титули клубу пов'язані із французьким тренером Жаном Снелла, колишнім тренером збірної Франції та ветераном Другої світової війни. За нього «Серветт» виграв чемпіонати 1961 і 1962 років. В основі команди блищали угорці Макай, Немет та Пазманді, які втекли з країни після Угорського повстання та залишились у Швейцарії, а також Жак Фаттон, що став найкращим бомбардиром чемпіонату сезону 1961/62 з 26 голами. А наступного титулу женевцям довелося чекати довгі 17 років.
У 1962 році «Серветт» грав на стадії 1/8 фіналу Кубка чемпіонів з празькою «Дуклою». Вдома женевці змогли вирвати перемогу 4:3 на очах 26 тисяч уболівальників, програючи по ходу матчу 1:3. Проте, з політичних мотивів угорські гравці «Серветта» не змогли взяти участі у матчі-відповіді в Чехії, через що «гранатові» програли 0:2 та вибули з турніру.

### Ледюк та повернення Снелла
Під керівництвом нового тренера Люсьєна Ледюка 1963 року клуб вийшов у плей-оф Міжнародного футбольного кубка (турнір, придуманий Карлом Раппаном). «Серветт» посів у групі перше місце, потрапивши на угорську «Татабанью». Перший матч швейцарці виграли 1:0, проте гостьовий матч обернувся поразкою 0:6 та вильотом команди у чвертьфіналі.
Наступного року «Серветт», як фіналіст національного кубка, брав участь у Кубку володарів кубків (володар національного трофею, «Цюрих», грав у Кубку європейських чемпіонів, оскільки виграв і чемпіонат країни). У першому раунді був переможений фінський АІФК, а в другому — «Спарта» з Роттердама. У чвертьфіналі швейцарцям випало грати із болгарською «Славією» із Софії. Незважаючи на домашню перемогу 1:0, Серветт знову програв на виїзді і вилетів з Кубка. Найкращим результатом на Кубку ярмарків для «Серветта» став прохід до 1/8 фіналу, де женевці програли «Мюнхену 1860».

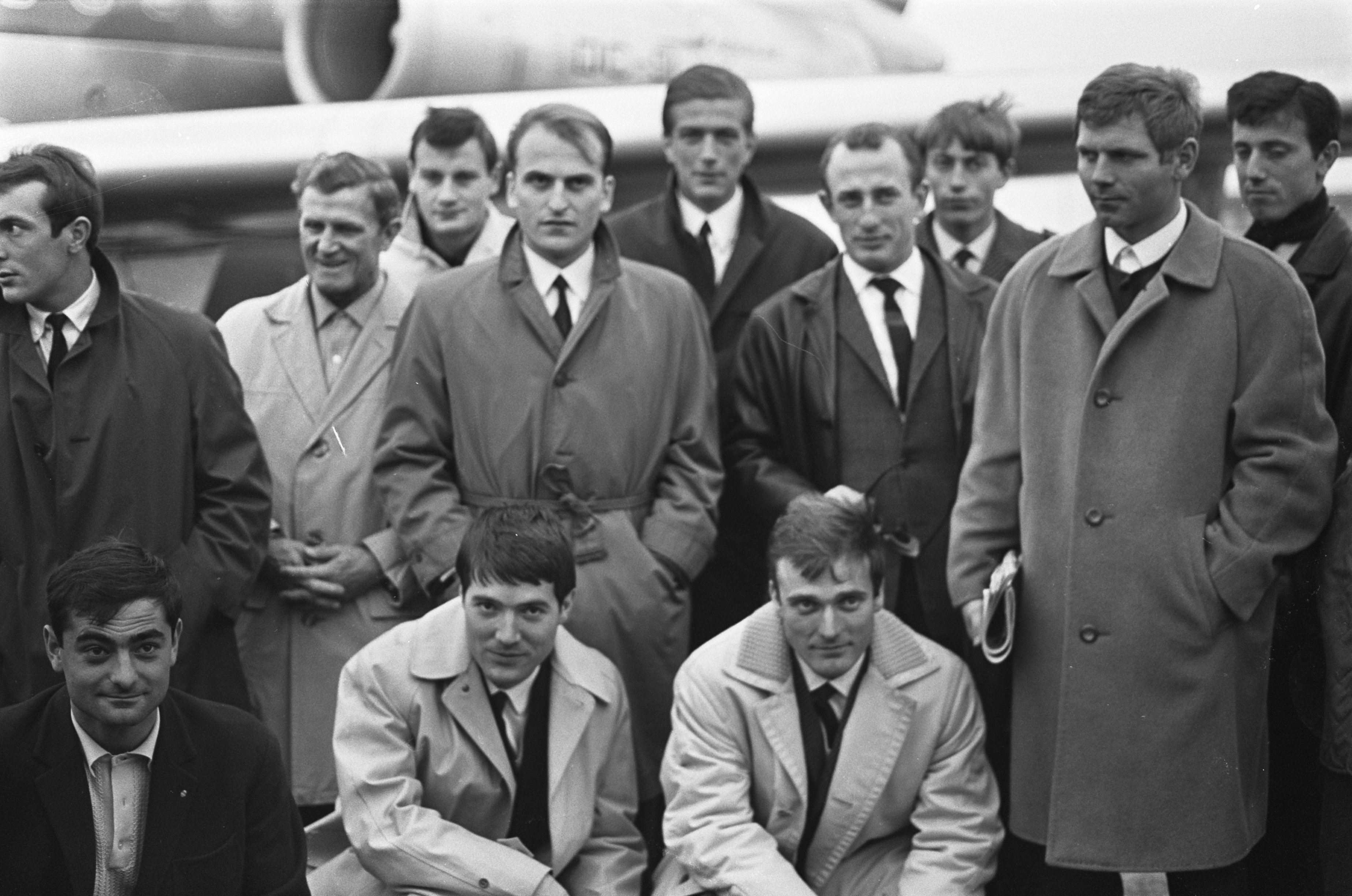
Прибуття гравців «Серветта» до аеропорту Схіпгол у Нідерландах на матч Кубка кубків проти «Спарти» (Роттердам). 1966 рік.

Однак, на внутрішній арені Ледюк не зміг здобути жодного трофею. Фінали кубка 1965 року (1:2 проти «Сьйона») та 1966 року (0:1 проти «Цюриха») так і залишилися його найбільшими «успіхами», в той час як у чемпіонаті він посідав 4-те, 3-тє та 2-ге місця, так і не вигравши титул із «Серветтом».
У 1966 році клуб очолив відомий Роже Фонлантен, який ввів до складу Юргена Зундерманна (майбутній тренер «Штутгарта») та Фаттона-молодшого, сина Жака. Проте, керівництва клубу результати не влаштували і Фонлантена було швидко звільнено, як і Белу Гуттманна та Жильбера Дютуа після нього.
1967 року клуб повернувся до перевіреного тренера і Жан Снелла був повторно призначений на посаду. Хоч «Серветт» і продовжив зазнавати невдач в чемпіонаті країни, але кубок 1971 року він виграв, обігравши у фіналі «Лугано» з рахунком 1:0. Завдяки цьому, «Серветт» отримав право знову зіграти у Кубку володарів кубків, де потрапив на англійський «Ліверпуль». За рахунку 2:0 на користь женевців Дерфель мав 100-відсотковий момент, але втратив його, натомість ліверпульці забили гол на виїзді, завершивши матч з рахунком 2:1. У другій грі на «Енфілді» «Ліверпуль» виграв 2:0 і вибив «Серветт» з розіграшу.
Надалі Снелла покинув команду і Анрі Жилле (тренер другої команди) тимчасово обійняв посаду тренера до повернення Юргена Зундерманна, який щойно виграв два чемпіонські титули з «Базелем». Він привів до команди кілька молодих талантів, але клуб не зміг виграти жодного трофею. У своєму останньому сезоні, 1975/76, він показав найкращий результат, посівши друге місце в чемпіонаті та вийшовши у фінал кубка, програвши «Цюриху» з рахунком 0:1. Однак, цього було недостатньо для титулу. Єдині трофеї які німецький тренер зумів здобути з клубом — це Кубки Альп 1973, 1975, 1976 років.

### Епоха Пазманді
1976 року тренерську позицію займає прославлений ветеран клубу Петер Пазманді, який створив одну з найкращих команд у Швейцарії кінця 70-х — початку 80-х років. Першим його трофеєм став Кубок швейцарської ліги, а вже наступного року був завойований і Кубок Швейцарії, який дозволив команді брати участь у Кубку володарів кубків.

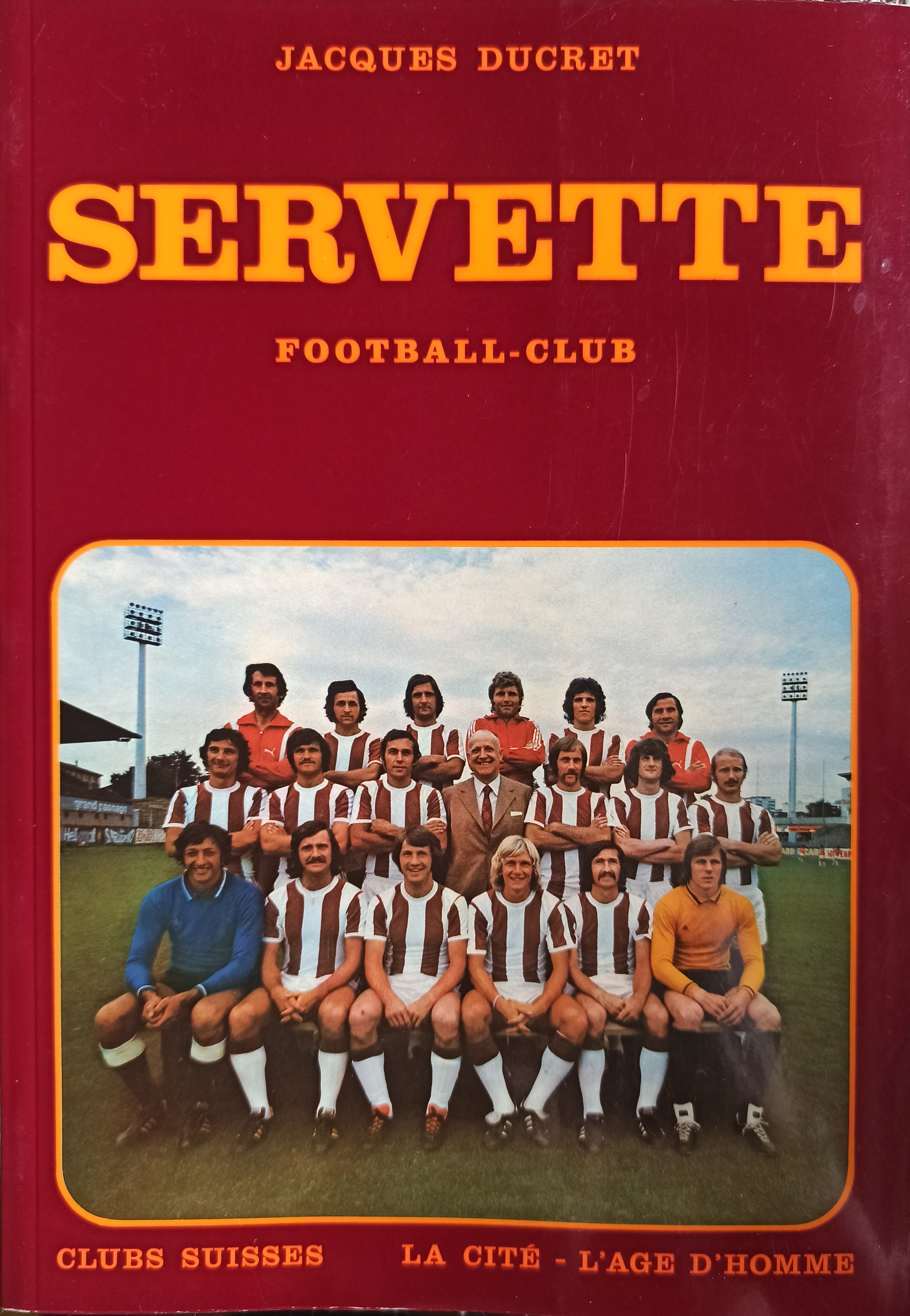
Команда «Серветта» у 1970-х роках.

1979 рік став найкращим у всій історії клубу, оскільки «Серветт» виграв усі національні трофеї, в яких брав участь. З третього разу Пазманді підкорився чемпіонат країни, крім того женевці виграли кубок Швейцарії, Кубок ліги і Кубок Альп. Їм не підкорився лише Кубок володарів кубків, у якому вони обіграли спочатку грецький ПАОК, а потім французький «Нансі» Мішеля Платіні, але поступилися у чвертьфіналі майбутньому фіналісту «Фортуні» з Дюссельдорфа лише через правило виїзного голу.
Втім, наступний високосний 1980 рік став для клубу провальним: незважаючи на перше місце в регулярному турнірі національної першості, «Серветт» у плей-оф розділив з «Грассгоппером» друге місце, поступившись пальмою першості «Базелю». А в європейському Кубку чемпіонів женевці програли східнонімецькому «Динамо» (Берлін) та вилетіли вже у другому раунді турніру. Чемпіонат 1980/81 «Серветт» завершив на сьомому місці, а в наступні роки тричі поспіль фінішував третім за «Грассгоппером».

### 1980-ті роки
1982 року Пазманді залишив тренерську посаду, звільнивши місце для свого помічника Гі Матеза, під керівництвом якого мета виграти чемпіонат також не була реалізована через суперечливе рішення судді про пенальті на 109-й хвилині вирішального матчу в Берні проти «Грассгопера». Однак, чотирма днями раніше, на тому ж стадіоні, у фіналі кубка проти «Лозанни» женевці перемогли з рахунком 1:0 перед 38 000 глядачів і здобули трофей.
1983 року женевці вперше зігрли у Кубку УЄФА, дійшовши до стадії 1/8 фіналу. А в Кубку європейських чемпіонів 1986 року команда знову вилетіла у другому раунді, цього разу поступившись шотландському «Абердіну». Тоді ж у «Серветта» з'явився перший спонсор: компанія Placette, яка розмістила свій логотип на футболці клубу.
У сезоні 1986/87 данець Йон Еріксен здобув трофей найкращого бомбардира чемпіонату, забивши 28 голів, але клубу довелося задовольнитися лише четвертим місцем того року. А у фіналі Кубка вони програли «Янг Бойз» з рахунком 2:4 в додатковий час.
Через сезон «Серветт» зміг запросити до команди зіркового Карла-Гайнца Румменігге з міланського «Інтера». Тут він і завершив свою кар'єру, після того як став найкращим бомбардиром чемпіонату у 1989 році, забивши 24 голи, але виграти жодного командного трофею так і не зумів.

### Президентство Вайлера

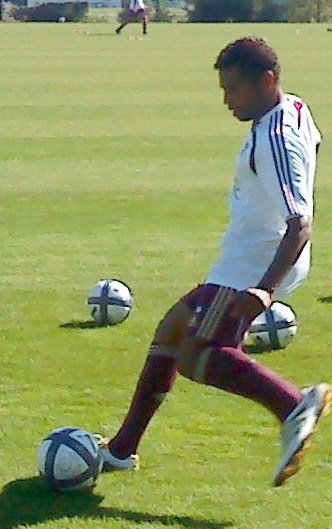
Сонні Андерсон

Наприкінці 80-х — на початку 90-х років «Серветт» знову набував статусу клуба-середняка, займаючи позиції з четвертої по дев'яту. У клуба розпочинається друга фінансова криза. Президентом стає Поль-Аннік Вайлер, за якого фінансові проблеми було вирішено. У 1993 році «Серветту» вдалося посісти призове місце в чемпіонаті, а через рік вони здобули довгоочікувану 16-ту перемогу в чемпіонаті країни. В останньому турі женевці обіграли «Янг Бойз» з рахунком 4:1, тоді як «Грассгоппер» не зміг на виїзді обіграти «Аарау» (1:1). Той сезон став апофеозом тренерської діяльності югославського тренера Ілії Петковича та його яскравої атакувальної тактики з трьома нападниками. На її вістрі була висхідна зірка, бразилець Сонні Андерсон, який потім пограв за французькі «Марсель» та «Монако», іспанську «Барселону», а потім повернувся до Франції за фантастичні 120 мільйонів франків і став справжнім символом ліонського «Олімпіка». 2011 року Сонні тренував швейцарський «Ксамакс». Іншими важливими зірками в атаці клубу були молодий німець Олівер Нойвілль, що у майбутньому стане віцечемпіоном світу та віцечемпіоном Європи, а також досвідчений югослав Бошко Джуровський.
Президент Вайлер був дуже відданим уболівальником «Серветта» і за кілька років він витратив понад 18 мільйонів швейцарських франків на улюблений клуб. Він зібрав ряд якісних гравців, але не зміг зробити з них команду. В результаті в Лізі чемпіонів «Серветт» був вибитий бухарестським «Стяуа», а в чемпіонаті посів 10-е місце і був змушений відстоювати своє право грати на найвищому рівні у перехідних матчах. У Кубку «гранатові» вилетіли на стадії 1/8 фіналу.
Через це перед сезоном 1995/96 знову було проведено оновлення складу. У клуб перейшли Карлос Варела, Ліонель Піццинат, Джонатан Зогбі та швед Ян Ерікссон. У середині сезону на тренерський місток «Серветта» стала зірка женевців 1980-х, Умберто Барберіс, проте ця команда посіла лише 7-е місце у регулярному чемпіонаті. Тим не менш, «Серветту» вдалося вийти у фінал кубка, де він зіграв зі «Сьйоном». У першому таймі за женевців забив Сеса, а на 61-й хвилині Нойвіль, але «Сьйон» двома м'ячами у відповідь повернув інтригу в матчі. А на 74-й хвилині Відмар забив третій гол «Сьйона» у цьому матчі та поставив крапку у жахливому сезоні гранатових.

### Canal+

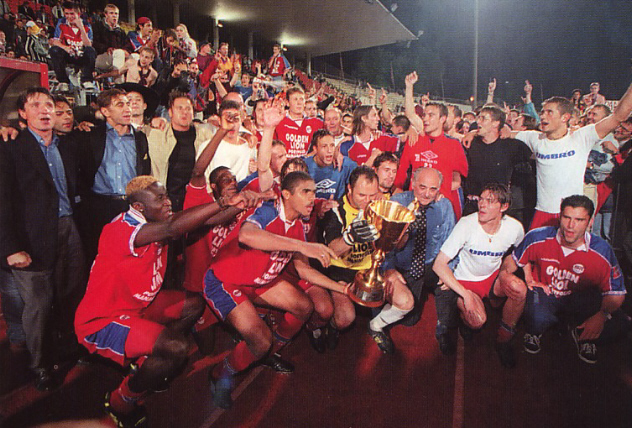
Гравці «Серветта» святкують перемогу у чемпіонаті Швейцарії 1999 року.

У зв'язку з серйозною хворобою президента клуб знову опинився у складному стані. Вайлер продав «Серветт» французькому Canal+, який також спонсорував «Парі Сен-Жермен» і мав намір зробити з «Серветта» фарм-клуб парижан.
Наступні спортивні успіхи клубу пов'язані з ім'ям тренера Жерара Кастелла. При ньому «Серветт» завоював срібні медалі у 1998 році і свій останній на сьогоднішній день чемпіонський титул 1999 року, обігравши у вирішальному матчі головного конкурента, «Лозанну», з рахунком 5:2.
У 2000 році тренерський місток «Серветта» зайняв Люсьєн Фавр, який завоював з командою Кубок Швейцарії 2001 року. У фіналі на стадіоні в Базелі за підтримки 15-тисячної армії женевських фанатів вони обіграли «Івердон Спорт» з рахунком 3:0. Голи забили майбутні зірки світового футболу Александер Фрай та Мартін Петров.
У Кубку УЄФА наступного року «Серветт» виступив відносно вдало. У першому раунді була вибита празька «Славія», а в другому раунді — іспанська «Сарагоса» завдяки голу Вілсона Оруми на 87-й хвилині матчу-відповіді (перший закінчився з рахунком 0:0). У першому матчі третього раунду проти берлінської «Герти» була знову зафіксована нічия 0:0, але на виїзді женевці сенсаційно розгромили німців 3:0 і пройшли у четвертий раунд, де програли «Валенсії» 2:5 за сумою двох матчів.
У 1998 році через нові вимоги УЄФА щодо безпеки всі місця на «Стад-де-Шарміль» стали сидячими і місткість стадіону скоротилася до 10 тисяч місць. Стало ясно, що великому клубу потрібний новий стадіон. 8 грудня легендарний стадіон був закритий. Останнім матчем для нього стала результативна нічия 4:4 між «Серветтом» та «Янг Бойз». У березні 2003 року ті самі суперники провели перший матч на новій 30-тисячній арені клубу «Стад-де-Женев».

### Чергова криза
Проблеми у «Серветта» почалися в жовтні 2002 року, коли французька телекомпанія Canal + продала 43,2 % акцій клубу. В результаті клубу довелося продати в лондонський «Арсенал» основного захисника Філіпа Сендероса, щоб мати можливість завершити сезон. У лютому 2004 року власником «Серветта» став французький футбольний агент Марк Роже, проте борги так і не були погашені.
У чемпіонаті справи теж йшли не дуже добре. «Серветт» міцно осів у середині турнірної таблиці, глядацька підтримка падала, а фінансовий тиск на клуб зріс у зв'язку з боргами за будівництво нової арени. Через фінансові проблеми з клубу зняли три очки. «Серветт» залишили деякі футболісти, у тому числі Крістіан Карамбе, Стефан Зіані та Мохамед Кадер.
«Серветт» став третім клубом вищого дивізіону, який втратив ліцензію протягом останніх на той момент трьох сезонів. У 2002 році з фінансових причин постраждали «Лугано» і «Лозанна». 4 лютого 2005 року суд оголосив про банкрутство, через що вперше за 115 років женевці залишили найвищу швейцарську лігу. В результаті, в еліті залишилася лише одна команда, яка не представляла німецькомовну частину країни — «Ксамакс» з Невшателя.
«Рятівник клубу» Марк Роже довів клуб до фактичного знищення. Його було заарештовано 16 березня 2005 року, а згодом звільнено під заставу. Потім він утік зі Швейцарії до Франції і був знову заарештований в Іспанії. Марка Роже було визнано винним 9 вересня 2008 року. Вперше не знайшлося людини, здатної врятувати великий клуб.

### Відродження клубу
Клуб відродився на основі молодіжної команди у 3-й групі Першої ліги Швейцарії (третій рівень швейцарського футболу) і на чолі з новим президентом клубу Франсіско Фортіф'єдою почав почав шлях дл повернення у вищий дивізіон. І вже наступного року «Серветт» вийшов до Челлендж-ліги. Значну роль відіграли вихованці женевського футболу: Естебан, Бареа, Братіч і Лондоньйо. «Серветт» виграв 70 % ігор і забив 93 м'ячі, з них 26 на рахунку Хуліана Естебана. А в Кубку Швейцарії женевці вибили «Тун» у 1/8 фіналу, а у 1/4 здолали «Вінтертур» у серії пенальті. До 2010 року «Серветт» грав у Челлендж-лізі, де займав високі місця у регулярному сезоні, але ніяк не міг вийти до еліти.
Влітку 2008 року на «Стад-де-Женев» пройшли ігри чемпіонату Європи, після чого у сезоні 2008/09 років президентом клубу став іранець Маджид Пішяр, за якого намітилося стабільне зростання у фінансовому та спортивному плані. У тому сезоні команда посіла четверте місце в турнірній таблиці, а наступного року женевці посіли друге місце і виграли у «Беллінцони» у перехідних матчах за право грати у Суперлізі наступного сезону («Серветт» програв 0:1 у гостях і виграв 3:1 удома), повернувшись таким чином до Суперліги. У регулярному сезоні команда набрала 62 очки і випередила «Лугано» за рахунок кращої різниці забитих та пропущених м'ячів. Найкращим бомбардиром клубу став бразилець Еуді ді Соуза з 15 м'ячами.
Перед стартом чемпіонату 2011/12 в «Серветт» прийшов як спортивний директор Коштінья, основний гравець «Порту» чемпіонського складу 2004 року, який потім пограв у «Атлетіко» з Мадрида. У лютому 2011 року Коштінью було звільнено з посади спортивного директора «Спортінга» за критику керівництва клубу в телеінтерв'ю. Разом із Коштіньєю до швейцарського клубу прийшли тренери Жуан Алвеш та Жуан Перейра, а також було запрошено кілька португальських гравців, зокрема Родеріка Міранду.

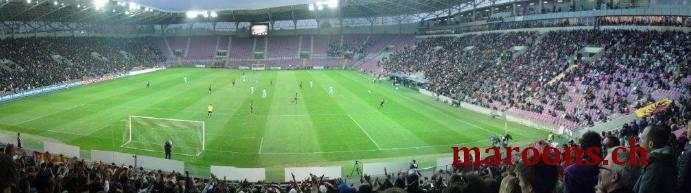
Домашній матч «Серветта» проти «Беллінцони». 2011 рік.

Незважаючи на відмінні результати на початку сезону, Алвеша було звільнено з позиції головного тренера, і його місце зайняв Перейра, але він не зміг покращити результати клубу, і на посаду повернувся Алвеш. При ньому команда блискуче завершила сезон, посівши четверте місце, а в останньому турі чемпіонату «Серветт» обіграв дострокового чемпіона «Базель» і перервав їх безпрограшну серію з 26 матчів.

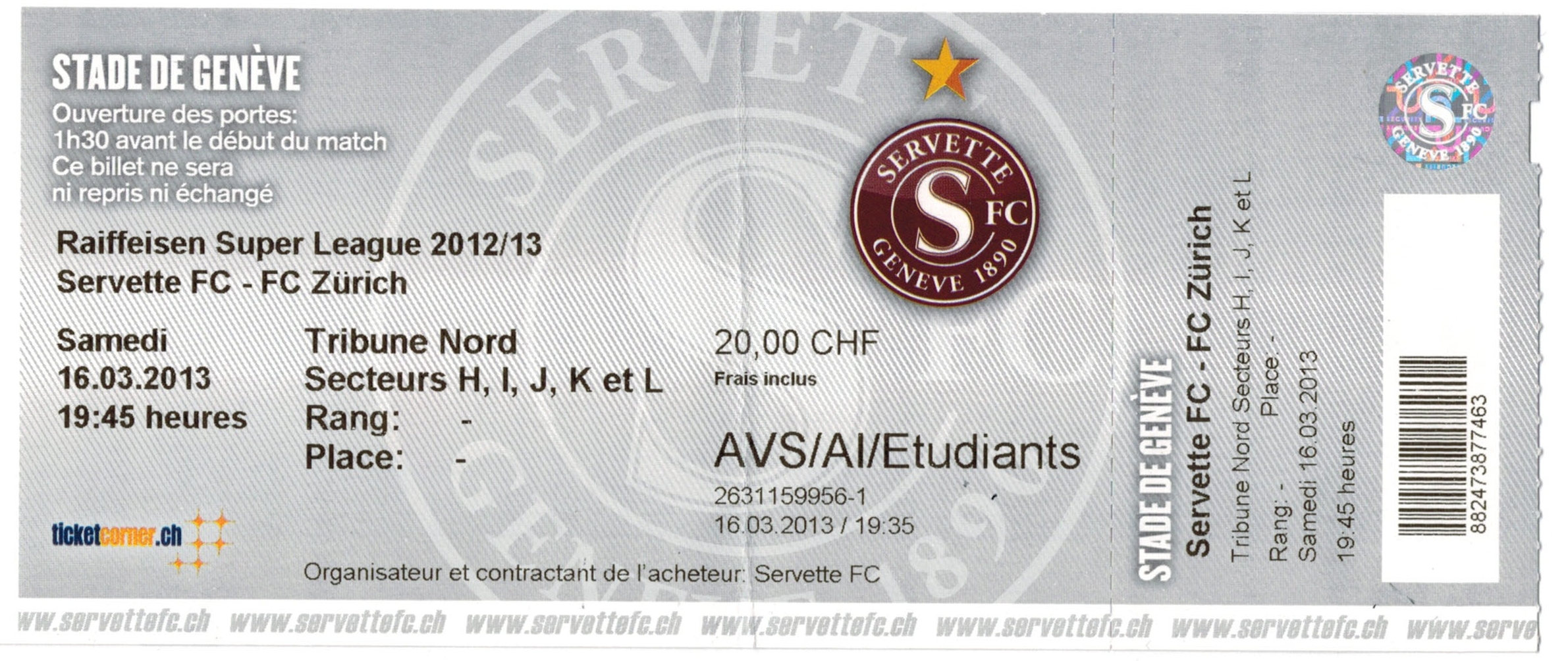
Квиток на матч «Серветта» у Суперлізі 2012/13 проти «Цюриха».

У грудні 2011 року повідомлялося про чергову фінансову кризу «Серветта». Через це всього за 150 тисяч франків було продано головного бомбардира клубу Матіаса Віткіевіеса і над клубом повисла загроза банкрутства через борг у розмірі €2,5 млн. Після банкрутства «Адміри Ваккер» кількома роками раніше, це могло стати друге банкрутство клубу під керівництвом Піш'яра протягом відносно короткого періоду часу. 12 березня 2012 року Пішяр продав клуб за один франк компанії, очолюваної канадцем Г'ю Кеннеком, власником хокейного клубу «Женева-Серветт». Бізнесмен обіцяв погасити усі борги клубу. Спочатку клубу було надано один місяць, щоб забезпечити фінансування, необхідне для виходу з процедури банкрутства, і він успішно це зробив. Пішяр залишався «почесним президентом» до кінця сезону 2011/12 років.
24 травня 2012 року швейцарська ліга надала «Серветту» ліцензію на участь у сезоні 2012/13, що означало що клубу вдалося відносно безболісно подолати свою чергову фінансову кризу. Четверте місце у своєму першому сезоні після повернення до вищого дивізіону Швейцарії, що забезпечило «Серветту» вихід до другого раунду кваліфікації Ліги Європи. «Серветт» оголосив, що готуватиметься до сезону 2012/13 років товариськими матчами проти «Туна», «Шахтаря» (Донецьк), «Івердон-Спорта», «Етуаль Каружа», «Лозанни-Спорт» та «Порту». 12 липня 2012 року стало відомо, що «Серветт» зіграє з вірменським «Гандзасаром» у другому раунді кваліфікації Ліги Європи УЄФА 2012/13 років. Клуб виграв з рахунком 5:1 за сумою двох матчів і вийшов у третьому раунді кваліфікації на «Русенборг», від якого швейцарці вибули через правило виїзного голу. Тим часом чемпіонат для «Серветта» пройшов невдало, і клуб вперше за свою 113-річну історію вилетів з вищого дивізіону зі спортивних причин у травні 2013 року після поразки з рахунком 0:3 від конкуренту за виживання «Лозанни-Спорт».

### Виступи у нижчих дивізіонах
14 липня 2013 року «Серветт» розпочав сезон 2013/14 у швейцарській Челлендж-лізі з перемоги над «Воленом» з рахунком 2:1. Після дуже невдалого старту (5 очок у 5 іграх), який зовсім не відповідав вимогам ради директорів та вболівальників щодо підвищення, тренера Себастьяна Фурньє було звільнено після 5-го туру. Його замінив Жан-Мішель Ебі, який раніше був помічником тренера і зміг повернути команду до переможного шляху, незважаючи на досить оборонну гру. До кінця першого етапу команда трохи оговталася та фінішувала на 2-му місці, на чотири очки відстаючи від лідерів з Вадуца. Однак, друга половина сезону була катастрофічною для претендента на підвищення. Після ганебної домашньої поразки від претендента на виліт, клубу «Волен» (1:5), «Серветт» звільнив Ебі. Маріо Канталуппі та Хосе Сінваль тимчасово очолювали команду до кінця сезону. Водночас, «Серветт» також 1 липня 2014 року призначив нового генерального директора. Джуліана Дженкінса, який раніше працював у «Кардіфф Сіті» в англійській Прем'єр-лізі. Після цього було призначено англійця Кевіна Купера на посаду нового тренера.
«Серветт», знову сповнений сильних амбіцій щодо підвищення в класі, розпочав сезон 2014/15 під керівництвом нового тренера та з перспективним атакувальним гравцем і наймолодшим бомбардиром чемпіонату Європи Йоганом Фонлантеном. У середині сезону команда посідала третє місце, а до кінця турніру піднялася 2-ге місце, відстаючи на сім очок від лідера ліги «Лугано».
1 червня 2015 року «Серветту» було відмовлено у праві грати у Челендж-лізі на наступний сезон навіть після другої апеляції. Причиною цього знову стали фінансові проблеми, оскільки клуб накопичив борги близько 5 мільйонів, що призвело до вимушеного пониження до третього дивізіону. Клуб опинився на межі банкрутства вдруге за десять років, але незабаром клуб провів прес-конференцію, на якій стало відомо, що у «Серветта» з'явилися нові власники — 1890 Foundation під керівництвом Дідьє Фішера, який врятував клуб в останній момент та погасив накопичені борги.
Хоча Кевін Купер залишався тренером, багато гравців пішли. 3 листопада 2015 року «Серветт» оголосив, що Кевін Купер покинув клуб, а Вільям Нідергаузер та Тьєррі Коттінг тимчасово очолюватимуть команду. У січні 2016 року клуб оголосив, що Антоні Брайзат став новим головним тренером першої команди. Під керівництвом нового головного тренера «Серветт» здобув пряме підвищення у класі, святкуючи своє підвищення за п'ять турів до кінця 1 травня 2016 року. Чемпіонський титул був забезпечений у передостанньому раунді завдяки домашній перемозі над клубом «Брюль Санкт-Галлен» з рахунком 3:0

### Повернення до Суперліги
У 2018 році «Серветт» очолив Ален Гайгер і у першому ж сезоні вивів команду до швейцарської Суперліги, ставши чемпіоном Челендж-ліги 2018/19 років з 15-очковою перевагою над «Аарау», яке посіло друге місце.
Після підвищення у класі команда Гайгера одразу ж закріпилася в Суперлізі, посівши четверте місце у своєму дебютному сезоні 2019/20 років, забезпечивши собі місце в Лізі Європи. Саме там у сезоні 2020/21 «Серветт» зіграв свій 100-й матч у єврокубках (перемога 3:0 над «Ружомбероком»). Однак, їхня єврокампанія завершилася після другого раунду кваліфікації вильотом від французького «Реймса». Після цього команда знову зосередилася на досягненні хорошого результату в Суперлізі. Сезон 2020/21 років пройшов під впливом пандемії коронавірусу, яка заразила багатьох гравців і призвела до майже порожніх стадіонів через обмеження для глядачів. Тим не менш, «Серветт» зміг знову кваліфікуватися до європейських змагань, посівши третє місце. У сезоні 2021/22 «Серветт» дебютував у новоствореній Лізі конференцій УЄФА, зустрівшись у першому раунді з «Молде» із Норвегії. Після поразки 0:3 у першому матчі вони змогли здобути перемогу 2:0 вдома в Женеві, але вибули з турніру. У Суперлізі того сезону «Серветт» фінішував на 6-му місці, таким чином опинившися поза межами зони єврокубків.

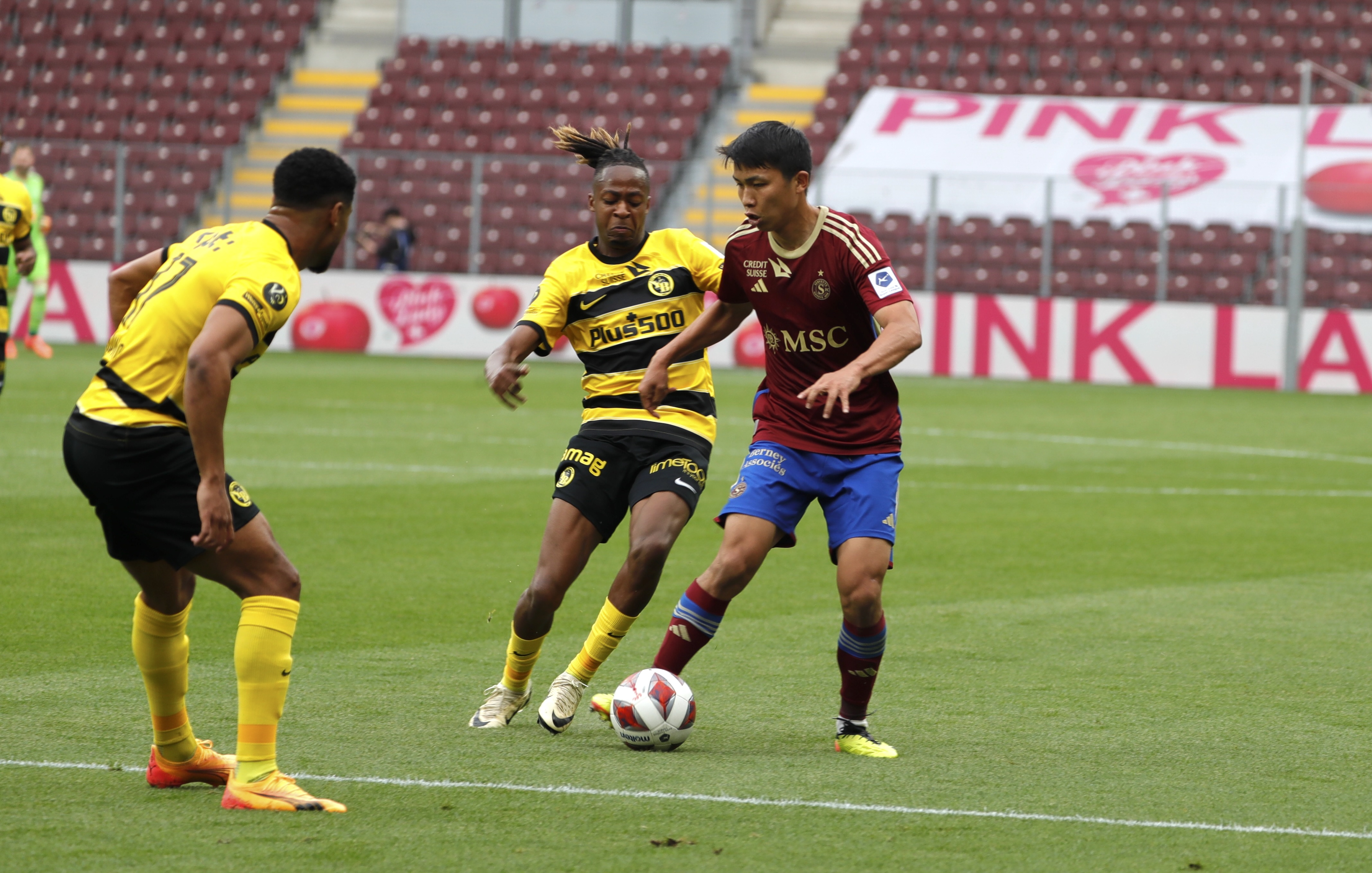
Домашній матч «Серветта» у Суперлізі 2023/24 проти «Янг Бойза».

Втім, вже наступного року «Серветт» вперше з сезону 1999/00 кваліфікувався до Ліги чемпіонів, посівши друге місце в сезоні 2022/23 років. Кінець цього сезону також ознаменував завершення п'ятирічного перебування на посаді тренера Алена Гейгера, який, окрім підвищення в класі, також тричі кваліфікувався до єврокубків за чотири роки.
Замість Гейгера новим головним тренером на сезон 2023/24 років було обрано Рене Вайлера, який привів «Серветт» до їхнього першого фіналу Кубка Швейцарії з 2001 року. 2 червня 2024 року «Серветт» виграв фінал кубка у серії пенальті проти «Лугано», здобувши свій перший титул за 23 роки.
10 червня 2024 року клуб оголосив про нову організаційну структуру, в якій Вайлер пішов з посади головного тренера та обійняв посаду спортивного директора. Його замінив на посаді головного тренера Томас Геберлі, а президентом став Ерве Бох. У сезоні 2024/25 вони грали в Лізі Європи, але не потрапили навіть до групового етапу Ліги конференцій після двох поразок від «Браги» та «Челсі». У чемпіонаті вони знову посіли друге місце та потрапили до кваліфікації Ліги чемпіонів.
4 серпня 2025 року Геберлі був звільнений з посади після невдалого початку сезону 2025/26 років і вильоту з Ліги чемпіонів від «Вікторії» (Пльзень). Через тиждень його замінив Жослен Гурвеннек.

## Стадіон

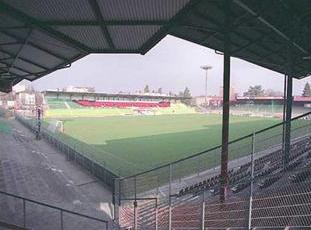
«Стад-де-Шарміль»

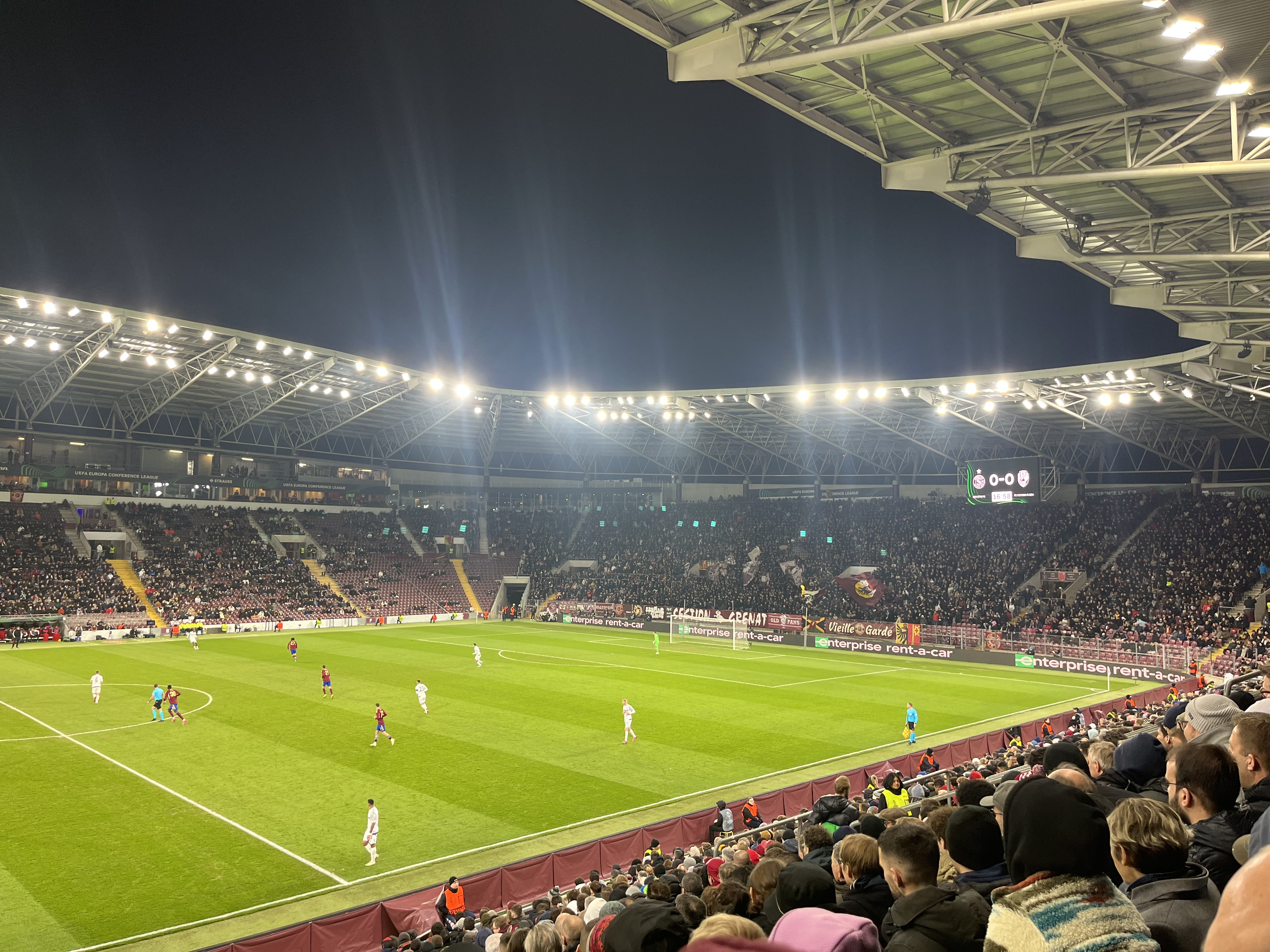
«Стад-де-Женев»

Домашнім стадіоном «Серветта» є «Стад-де-Женев», відкритий 16 березня 2003 року після трьох років будівництва. Матчем-відкриття стала гра між «Серветтом» та «Янг Бойзом». Із загальною місткістю 30 084 місця арена є третім за величиною стадіоном у Швейцарії і прийняла три матчі групового етапу чемпіонату Європи з футболу 2008 року.
«Серветт» переїхав на «Стад-де-Женев» зі свого старого стадіону, «Стад-де-Шарміль» у 2003 році. «Шарміль» було відкрито 28 червня 1930 року, а перша гра Кубка Націй зібрала 14 000 глядачів. Після війни місткість стадіону збільшилася до 30 000 місць, а також він отримав інші покращення до чемпіонату світу з футболу 1954 року. Офіційна місткість стадіону складала 30 000, але зібрала рекордні 40 000 глядачів на міжнародний матч між Швейцарією та Францією 14 жовтня 1951 року. Прожектори на стадіоні були встановлені в 1977 році, а трибуни були повністю накриті в 1983 році. Місткість поступово зменшувалася з 1980-х років, спочатку до 20 000 у 1985 році, а потім до 9 250 у 1998 році, коли стадіон став повністю сидячим.
Плани будівництва нового стадіону вперше були представлені в 1984 році у відповідь на те, що «Шарміль» ставав дедалі більш застарілим та занедбаним. У 1992 році було створено проектний комітет, який запропонував або перебудувати стадіон протягом чотирьох років, або побудувати новий стадіон в іншому місці Женеви. Тим часом, оскільки більш масштабні плани не були реалізовані, поганий стан старого стадіону став очевидним, коли головну трибуну, «Трибуна А», було оголошено небезпечною в 1995 році та закрито. Наступного року розпочався проект реконструкції, в результаті якої головну трибуну знову відкрили, а згодом по всьому стадіону встановили сидіння. «Серветт» виграв ще один чемпіонат Швейцарії та Кубок, граючи на цій арені, перш ніж будівництво нового «Стад-де-Женев» нарешті розпочалося в 2000 році. Останній матч на старому стадіоні було зіграно 8 грудня 2002 року. Покинутий, він був зруйнований у листопаді 2011 року та повністю знесений у лютому 2012 року, щоб звільнити місце для громадського парку та житлових будинків.

## Склад
Станом на 31 липня 2025 
| №  | Поз. | Нац.                 | Гравець             |
| -- | ---- | -------------------- | ------------------- |
| 1  | ВР   | Кіпр                 | Жоель Малль         |
| 2  | ЗХ   | Швейцарія            | Лун Срданович       |
| 4  | ЗХ   | Швейцарія            | Стів Руйєр ()       |
| 5  | ПЗ   | Камерун              | Гаель Ондуа         |
| 6  | ЗХ   | Гваделупа            | Антоні Барон        |
| 7  | ПЗ   | Швейцарія            | Джотто Моранді      |
| 8  | ПЗ   | Франція              | Тімоте Конья        |
| 9  | ПЗ   | Боснія і Герцеговина | Мирослав Стеванович |
| 10 | ПЗ   | Швейцарія            | Алексіс Антунес     |
| 11 | ПЗ   | Франція              | Ламін Фомба         |
| 14 | ЗХ   | Франція              | Ліліан Нджо         |
| 17 | НП   | Швейцарія            | Тьємоко Уаттара     |
| 18 | ЗХ   | Республіка Конго     | Бредлі Мазіку       |
| 19 | ЗХ   | Франція              | Йоан Северен        |

| №  | Поз. | Нац.       | Гравець            |
| -- | ---- | ---------- | ------------------ |
| 20 | ЗХ   | Швейцарія  | Тео Маньїн         |
| 21 | НП   | Швейцарія  | Жеремі Гіємено     |
| 25 | ЗХ   | Туніс      | Дилан Бронн        |
| 28 | ПЗ   | Франція    | Давід Дулін        |
| 29 | НП   | Португалія | Кеян Варела        |
| 30 | ПЗ   | Гамбія     | Аблі Джеллоу       |
| 32 | ВР   | Швейцарія  | Джеремі Фрік       |
| 33 | ЗХ   | Албанія    | Леарт Зука         |
| 34 | ПЗ   | Франція    | Маттео Ансельме    |
| 37 | ПЗ   | Швейцарія  | Джарелл Нжіке Сімо |
| 40 | ВР   | Швейцарія  | Марван Обер        |
| 90 | НП   | Словаччина | Самуел Мраз        |
| 97 | НП   | Франція    | Флоріан Ає         |

## Тренери
Джерело:
- Тедді Дакворт (1919–29)
- Фрідо Барт (1929)
- Тедді Дакворт (1930)
- Карл Раппан (1932–35)
- Лео Вейс (de) (1935–36)
- Робер Паш /  Альбер Гіншар (1936–37)
- Отто Гесс (1937)
- Андре Абегглен (1937–42)
- Лео Віонсовскі (1942–43)
- Фернан Жаккар (1943–48)
- Карл Раппан (1948–53)
- Альбер Шателен (1953–54)
- Карл Раппан /  Альбер Шателен (1954–55)
- Карл Раппан /  Теодор Брінек (1955–56)
- Карл Раппан (1956–57)
- Єне Вінце (1957–58)
- Франк Сешеай (1958–59)
- Жан Снелла (1959–63)
- Люсьєн Ледюк (1963–66)
- Роже Фонлантен (1966)
- Бела Гуттманн (1966–67)
- Жильбер Дютуа (1967)
- Жан Снелла (1967–71)
- Анрі Жилле (1971–72)
- Юрген Зундерманн (1972–76)
- Петер Пазманді (1976–82)
- Гі Матез (1982–85)
- Жан-Марк Гію (1985–86)
- Тьєррі Де Шуден (1986–88)
- Жан-Клод Донзе (1988–89)
- Петер Пазманді (1989–90)
- Руд Крол (бер 1990 – чер 90)
- Жильбер Гресс (лип 1990 – чер 91)
- Жан Тіссен (1991)
- Бернар Моселлен / Жак Барлі /  Гайнц Германн (1991)
- Мішель Ренкен (лип 1991 – бер 93)
- Ілія Петкович (бер 1993 – бер 95)
- Бернар Шалланд (бер 1995 – жов 95)
- Умберто Барберіс (жов 1995 – тра 96)
- Вуядин Бошков (лип 1996 – гру 96)
- Гі Матез (1997)
- Жерар Кастелла (лип 1997 – жов 99)
- Бошко Джуровський (1999)
- Рене Ексбрая (1999–00)
- Люсьєн Фавр (лип 2000 – чер 2002)
- Роберто Морініні (лип 2002 – 3 бер 03)
- Адріан Урся (в.о.) (бер 2003 – 3 чер 04)
- Марко Шеллібаум (лип 2003 – 4 сер 04)
- Адріан Урся /  Стефано Чеккароні (в.о.) (сер – 4 жов 04)
- Дієго Сессоло (2004–05)
- Жан-Мішель Ебі (лип 2006 – 8 тра 08)
- Мішель Сотьє (лип 2008 – 8 вер 08)
- Жерар Кастелла (вер 2008 – 9 кві 09)
- Вільям Нідергаузер (кві 2009 – 9 жов 09)
- Жуан Алвеш (жов 2009 – 11 лис 11)
- Жуан Перейра (лис 2011 – 12 кві 12)
- Жуан Алвеш (кві 2012 – 12 вер 12)
- Себастьян Фурньє (вер 2012 – лип 2013)
- Жан-Мішель Ебі (сер 2013 – 14 кві 2014)
- Маріо Канталуппі (кві 2014 – 14 чер 14)
- Кевін Купер (лип 2014 – 15 лис 15)
- Вільям Нідергаузер /  Тьєррі Коттінг (15 лис 2015 – 16 січ 16)
- Антоні Брайзат (16 січ 2016 – 16 гру)
- Мехо Кодро (гру 2016 – 18 бер)
- Ален Гайгер (тра 2018 – 23 тра)
- Рене Вайлер (чер 2023 – чер 2024)
- Томас Геберлі (чер 2024 – 4 сер 2025)
- Жослен Гурвеннек (11 сер 2025 – )

## Досягнення

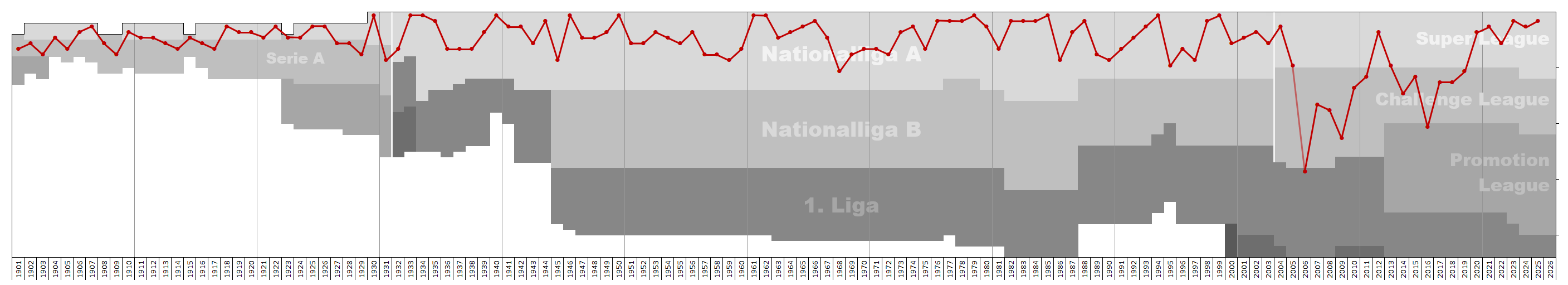

- Чемпіон Швейцарії (17): 1907, 1918, 1922, 1925, 1926, 1930, 1933, 1934, 1940, 1946, 1950, 1961, 1962, 1979, 1985, 1994, 1999.
- Володар кубка Швейцарії (8): 1928, 1949, 1971, 1978, 1979, 1984, 2001, 2024.
- Володар кубка Швейцарської ліги (3): 1977, 1979, 1980.
- Володар Кубка Альп (4): 1973, 1975, 1976, 1978

## Статистика

### Виступи у єврокубках
| Сезон     | Турнір                       | Раунд                 | Суперник            | Вдома  | В гостях     | Загалом      |
| --------- | ---------------------------- | --------------------- | ------------------- | ------ | ------------ | ------------ |
| 1955–56   | Кубок європейських чемпіонів | 1Р                    | Реал Мадрид         | 0–2    | 0–5          | 0–7          |
| 1961–62   | Кубок європейських чемпіонів | Кв                    | Гіберніанс          | 5–0    | 2–1          | 7–1          |
| 1961–62   | 1Р                           | Дукла (Прага)         | 4–3                 | 0–2    | 4–5          |              |
| 1962–63   | Кубок європейських чемпіонів | Кв                    | Феєнорд             | 1–3    | 3–1          | 4–4          |
| 1963–64   | Кубок ярмарків               | 1Р                    | Спартак (Брно)      | 1–2    | 0–5          | 1–7          |
| 1964–65   | Кубок ярмарків               | 1Р                    | Атлетіко (Мадрид)   | 2–2    | 1–6          | 3–8          |
| 1965–66   | Кубок ярмарків               | 2Р                    | AIK                 | 4–1    | 1–2          | 5–3          |
| 1965–66   | 3Р                           | Мюнхен 1860           | 1–1                 | 1–4    | 2–5          |              |
| 1966–67   | Кубок володарів кубків       | 1Р                    | АІФК                | 1–1    | 2–1          | 3–2          |
| 1966–67   | 2Р                           | Спарта (Роттердам)    | 2–0                 | 0–1    | 2–1          |              |
| 1966–67   | 1/4                          | Славія (Софія)        | 1–0                 | 0–3    | 1–3          |              |
| 1967–68   | Кубок ярмарків               | 1Р                    | Мюнхен 1860         | 2–2    | 0–4          | 2–6          |
| 1971–72   | Кубок володарів кубків       | 1Р                    | Ліверпуль           | 2–1    | 0–2          | 2–3          |
| 1974–75   | Кубок УЄФА                   | 1Р                    | Дербі Каунті        | 1–2    | 1–4          | 2–6          |
| 1976–77   | Кубок володарів кубків       | Кв                    | Кардіфф Сіті        | 2–1    | 0–1          | 2–2 (г.)     |
| 1977–78   | Кубок УЄФА                   | 1Р                    | Атлетік (Більбао)   | 1–0    | 0–2          | 1–2          |
| 1978–79   | Кубок володарів кубків       | 1Р                    | ПАОК                | 4–0    | 0–2          | 4–2          |
| 1978–79   | 2Р                           | Нансі                 | 2–1                 | 2–2    | 4–3          |              |
| 1978–79   | 1/4                          | Фортуна (Дюссельдорф) | 1–1                 | 0–0    | 1–1 (г.)     |              |
| 1979–80   | Кубок європейських чемпіонів | 1Р                    | Беверен             | 3–1    | 1–1          | 4–2          |
| 1979–80   | 2Р                           | Динамо (Берлін)       | 2–2                 | 1–2    | 3–4          |              |
| 1980–81   | Кубок УЄФА                   | 1Р                    | Сошо                | 2–1    | 0–2          | 2–3          |
| 1982–83   | Кубок УЄФА                   | 1Р                    | Прогрес (Нідеркорн) | 3–0    | 1–0          | 4–0          |
| 1982–83   | 2Р                           | Шльонськ (Вроцлав)    | 5–1                 | 2–0    | 7–1          |              |
| 1982–83   | 3Р                           | Богеміанс             | 2–2                 | 1–2    | 3–4          |              |
| 1983–84   | Кубок володарів кубків       | 1Р                    | Авенір (Бегген)     | 4–0    | 5–1          | 9–1          |
| 1983–84   | 2Р                           | Шахтар (Донецьк)      | 1–2                 | 0–1    | 1–3          |              |
| 1984–85   | Кубок володарів кубків       | 1Р                    | АПОЕЛ               | 3–1    | 3–0          | 6–1          |
| 1984–85   | 2Р                           | Лариса                | 0–1                 | 1–2    | 1–3          |              |
| 1985–86   | Кубок європейських чемпіонів | 1Р                    | Лінфілд (Белфаст)   | 2–1    | 2–2          | 4–3          |
| 1985–86   | 2Р                           | Абердін               | 0–0                 | 0–1    | 0–1          |              |
| 1988–89   | Кубок УЄФА                   | 1Р                    | Штурм (Грац)        | 1–0    | 0–0          | 1–0          |
| 1988–89   | 2Р                           | Гронінген             | 1–1                 | 0–2    | 1–3          |              |
| 1993–94   | Кубок УЄФА                   | 1Р                    | Крузейдерс          | 4–0    | 0–0          | 4–0          |
| 1993–94   | 2Р                           | Бордо                 | 0–1                 | 1–2    | 1–3          |              |
| 1994–95   | Ліга чемпіонів               | Кв                    | Стяуа               | 1–1    | 1–4          | 2–5          |
| 1998–99   | Кубок УЄФА                   | Кв2                   | Жерміналь Екерен    | 1–2    | 4–1          | 5–3          |
| 1998–99   | 1Р                           | ЦСКА (Софія)          | 2–1                 | 0–1    | 2–2 (г)      |              |
| 1999–2000 | Ліга чемпіонів               | Кв3                   | Штурм (Грац)        | 2–2    | 1–2          | 3–4          |
| 1999–2000 | Кубок УЄФА                   | 1Р                    | Аріс (Салоніки)     | 1–2 дч | 1–1          | 2–3          |
| 2001–02   | Кубок УЄФА                   | 1Р                    | Славія (Прага)      | 1–0    | 1–1          | 2–1          |
| 2001–02   | 2Р                           | Реал Сарагоса         | 1–0                 | 0–0    | 1–0          |              |
| 2001–02   | 3Р                           | Герта (Берлін)        | 0–0                 | 3–0    | 3–0          |              |
| 2001–02   | 4Р                           | Валенсія              | 2–2                 | 0–3    | 2–5          |              |
| 2002–03   | Кубок УЄФА                   | Кв                    | Спартак (Єреван)    | 3–0    | 2–0          | 5–0          |
| 2002–03   | 1Р                           | Аміка (Вронкі)        | 2–3                 | 2–1    | 4–4 (г)      |              |
| 2004–05   | Кубок УЄФА                   | Кв2                   | Уйпешт              | 0–2    | 1–3          | 1–5          |
| 2012–13   | Ліга Європи                  | Кв2                   | Гандзасар (Капан)   | 2–0    | 3–1          | 5–1          |
| 2012–13   | Кв3                          | Русенборг             | 1–1                 | 0–0    | 1–1 (г)      |              |
| 2020–21   | Ліга Європи                  | Кв1                   | Ружомберок          | 3–0    | –            | 3–0          |
| 2020–21   | Кв2                          | Реймс                 | 0–1                 | –      | 0–1          |              |
| 2021–22   | Ліга конференцій             | Кв2                   | Молде               | 2–0    | 0–3          | 2–3          |
| 2023–24   | Ліга чемпіонів               | Кв2                   | Генк                | 1–1    | 2–2          | 3–3 пен. 4–1 |
| 2023–24   | Кв3                          | Рейнджерс             | 1–1                 | 1–2    | 2–3          |              |
| 2023–24   | Ліга Європи                  | Група                 | Рома                | 1–1    | 0−4          | 3 місце      |
| 2023–24   | Ліга Європи                  | Група                 | Славія (Прага)      | 0−2    | 0−4          | 3 місце      |
| 2023–24   | Ліга Європи                  | Група                 | Шериф               | 2–1    | 1–1          | 3 місце      |
| 2023–24   | Ліга конференцій             | 1/16                  | Лудогорець          | 0–0    | 1–0          | 1–0          |
| 2023–24   | 1/8                          | Вікторія (Пльзень)    | 0–0                 | 0–0    | 0–0 пен. 1–3 |              |
| 2024–25   | Ліга Європи                  | Кв3                   | Брага               | 1−2    | 0–0          | 1–2          |
| 2024–25   | Ліга конференцій             | ПО                    | Челсі               | 2–1    | 0−2          | 2−3          |
| 2025–26   | Ліга чемпіонів               | Кв2                   | Вікторія (Пльзень)  | 1−3    | 1–0          | 2−3          |
| 2025–26   | Ліга Європи                  | Кв3                   | Утрехт              | 1−3    | 1−2          | 2−5          |
| 2025–26   | Ліга конференцій             | ПО                    | Шахтар (Донецьк)    |        |              |              |

1. ↑  Було проведено матч-перегравання на нейтральному полі, який «Серветт» програв 1:3.
2. 1 2  Через епідемію Covid-19 проводився лише один матч, господар якого, визначався жеребкуванням.

## Форма та логотипи
«Серветт» має прізвисько «гранатові» (фр. Les Grenats) через відповідний основний колір клубу. Його логотип змінювався протягом десятиліть, але зберіг стилізовану літеру «S».

### Форма
|                                 |
| Форма «Серветта» у 1970-ті роки |

|                                                |
| Форма «Серветта» (Adidas) початку 1980-х років |

|                                               |
| Форма «Серветта» (Lotto) початку 1990-х років |

|                                             |
| Форма «Серветта» (Umbro) кінця 1990-х років |

#### Домашня
| 2013/14 | 2018/19 | 2019/20 | 2020/21 | 2022/23 | 2023/24 | 2024/25 | 2025/26 |

#### Гостьова
| 2013/14 | 2018/19 | 2019/20 | 2020/21 | 2022/23 | 2023/24 | 2024/25 | 2025/26 |

#### Резервна
| 2022/23 | 2023/24 | 2024/25 | 2025/26 |

Джерела:,

### Логотипи

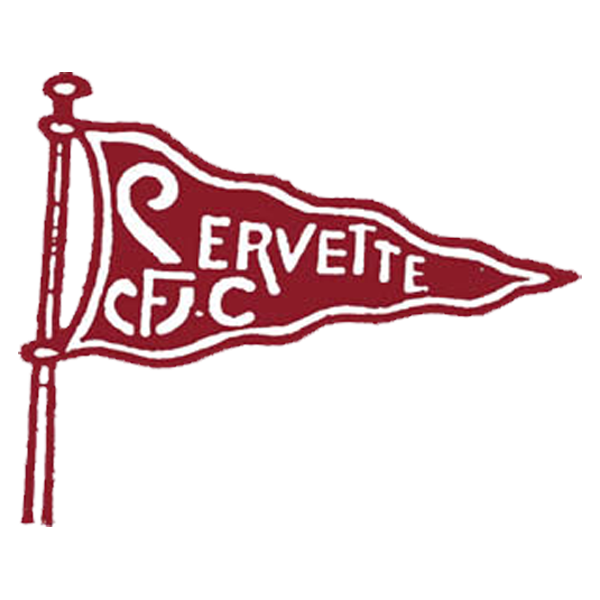
Логотип у 1890–1966 роках
Логотип у 1975–1980 роках[66]
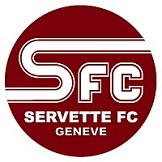
Логотип у 1984–1991 роках
Логотип у 1991–1996 роках[66]
Логотип у 2003–2008 роках[66]
Сучасний логотип з 2008 року[66]
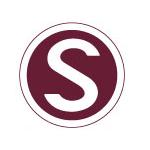
Історичний логотип